# جاهون كربونوف
جاهون كربونوف (مواليد 12 فبراير 1986) هو ملاكم طاجيكستاني، مثّل بلاده في الألعاب الأولمبية الصيفية في دورتي 2008 و2012.

## روابط خارجية
جاهون كربونوف على موقع اللجنة الأولمبية الدولية (الإنجليزية)
- جاهون كربونوف على موقع أوليمبيديا (الإنجليزية)